# Xanthosine triphosphate
La xanthosine triphosphate est un nucléotide synthétique, qui n'est pas produit par les cellules vivantes et n'a pas de fonction biologique connue.